# هوليداي إن
هوليداي إن هي سلسلة فنادق مقرها أتلانتا، جورجيا. وعلامة تجارية تابعة لـ مجموعة فنادق إنتركونتيننتال. تأسست السلسلة في عام 1952 على يد كيمونز ويلسون (1913-2003)، الذي افتتح أول موقع في ممفيس، تينيسي. انتقلت ملكية السلسلة الى من مصانع باس للجعة من عام 1988 إلى عام 2000، ومن ثم سلسلة ستة قارات من عام 2000 إلى عام 2003، واخيراً اصبحت جزء من مجموعة فنادق إنتركونتيننتال منذ عام 2003 وحتى الآن. تُدار العلامة التجارية تحت أسماء هوليداي إن، هوليداي إن إكسبريس، هوليداي إن كلوب فاكيشن، منتجعات هوليداي إن، وفندق وأجنحة هوليداي إن. اعتبارًا من عام 2018، أصبح عدد فنادق هوليداي إن أكثر من 1100 فندق.

## التاريخ

### خمسينيات وسبعينيات القرن العشرين
استلهم كيمونز ويلسون، أحد سكان ممفيس بولاية تينيسي، فكرة بناء فندق بعد أن شعر بخيبة أمل إزاء رداءة جودة أماكن الإقامة على جانبي الطريق أثناء رحلة برية عائلية إلى واشنطن العاصمة  وأثناء الانشاء، صاغ المهندس المعماري إيدي بلويستين اسم "هوليداي إن" كإشارة إلى الفيلم الموسيقي " هوليداي إن" 1942. افتتح فندقه الأول في أغسطس من عام 1952 باسم "فندق هوليداي إن كورتس" في شارع سامار في ممفيس، ثم افتتح آخر على الطريق السريع الرئيسي المؤدي إلى ناشفيل. والذي تم هدمه في عام 1994.
تعاون ويلسون مع والاس إي جونسون لبناء المزيد من الفنادق على الطرق المؤدية إلى ممفيس. وفي عام 1953، تم بناء ثلاثة فنادق هوليداي إن أخرى على الطريق السريع 51 جنوبًا ‏، والطريق السريع 51 شمالًا، والطريق السريع 61 ‏.
بحلول عام 1957، كان هناك 30 فندقًا من سلسلة هوليداي إن، وبدأ ويلسون في تسويق السلسلة باعتبارها "هوليداي إن امريكا". كان هناك 50 موقعًا في جميع أنحاء الولايات المتحدة بحلول عام 1958، و100 بحلول عام 1959، و500 بحلول عام 1964، و1000 في عام 1968.  تم منح حق الامتياز لعدد من المواقع، بعضها من قبل شركة ألبرت بيك في شيكاغو. ونظرًا لأن عددًا من أصحاب الامتياز لفنادق آلبرت بيك كانوا يوصون العملاء بفنادق آلبرت بيك الأخرى بدلاً من هوليداي إن، فقد أصدرت شركة هوليداي إن قاعدة تنص على أن أصحاب الامتياز لا يمكنهم امتلاك فندق آخر منافس لهوليداي إن. وقد أدى هذا القرار إلى خروج فنادق ألبرت بيك من السوق بحلول نهاية الخمسينيات من القرن العشرين. ظلت القاعدة الخاصة بالامتياز التجاري قائمة حتى عام 1973، عندما تم رفض منح أحد أصحاب الامتياز التجاري حقوق بناء موقع في نيوارك، نيو جيرسي بسبب هذه القاعدة؛ وبالتالي أعلنت محكمة المقاطعة الأمريكية أن القاعدة تشكل انتهاكًا لقانون مكافحة الاحتكار الأمريكي.
في عام 1965، أطلقت السلسلة نظام هوليدي إكس، وهو نظام حجز مركزي حيث يمّكن الزوار لفندق هوليداي إن الحصول على حجوزات لأي من فنادق هوليداي إن الأخرى عن طريق جهاز الطباعة عن بعد. في إطار الترويج لنفسها باعتبارها "مضيفك من الساحل إلى الساحل"، أضافت هوليداي إن مركز اتصال موحد بعد أن ابتكرت شركة إيه تي آند تي خدمة رقم الهاتف المجاني ‏ 800 في عام 1967.  و في عام 1970 افتتحت هوليداي إن أول مخيم لها في أنجولا، إنديانا. تحت شعار "صاحب نزل الأمة"، فرضت السلسلة ضغوطًا مالية كبيرة على الفنادق والموتيلات التقليدية، مما رفع المعيار على المنافسين مثل فنادق رامادا وكواليتي إن وهاوارد جونسون وبست ويسترن. بحلول يونيو 1972، ومع وجود أكثر من 1400 فندق هوليداي إن حول العالم، ظهر ويلسون على غلاف مجلة تايم بصفته "صاحب الفندقة في العالم".
في عام 1963، وقعت هوليداي إن اتفاقية طويلة الأجل مع شركة جلف أويل حيث وافقت على قبول بطاقات الائتمان الخاصة بشركة جلف أويل لشحن الطعام والإقامة في جميع فنادقها الأمريكية والكندية، في مقابل قيام جلف أويل ببناء محطات خدمة على العديد من فنادق هوليداي إن، وخاصة بالقرب من الطرق السريعة الرئيسية في الولايات المتحدة. تم تقليد هذه الاتفاقية من قبل الفنادق المنافسة وشركات النفط الكبرى خلال منتصف إلى أواخر الستينيات، لكنه فقد شعبيته بعد أزمة النفط عام 1973. انتهت اتفاقية جلف آويل/هوليداي إن في عام 1982.
في عام 1969، استحوذت هوليداي إن على شركة تي سي أو الصناعية، وهي الشركة الأم القابضة لما يُعرف الآن باسم نظام النقل العام، وشركة الشحن البحري ديلتا للشحن.
في عام 1971، قامت الشركة ببناء فندق هوليداي إن الجامعي ومركز المؤتمرات، وهو فندق تعليمي لتدريب الموظفين الجدد، في أوليف برانش، ميسيسيبي. وفي عام 1973، قامت الشركة ببناء مطار أوليف برانش شمال الجامعة كقاعدة رئيسية لطائراتها الخاصة. في عام 1979، باعت الشركة شركة نظام النقل العام. 
في عام 1982، باعت الشركة شركة دلتا للشحن إلى شركة كراولي ماريتايم كوربوريشن ‏، التي كانت شركة تشغيل قاطرات وبارجات مقرها سان فرانسيسكو في ذلك الوقت. 
وفي وقت لاحق، امتدت الشركة إلى مشاريع أخرى، بما في ذلك دور رعاية المسنين ميدي سنتر، وديلتا كوين، وشوبيز، وهي شركة إنتاج تلفزيوني متخصصة في عروض الموسيقى الريفية المشتركة. كما قام ويلسون بتطوير منتجع بحيرة اورانج ونادي ريفي بالقرب من أورلاندو وسلسلة تسمى فنادق ويلسون العالمية. اعتبارًا من عام 2014، لا تزال عائلة ويلسون تدير الفنادق كجزء من شركات كيمونز ويلسون في ممفيس.

### اللافتة العظيمة

كانت "العلامة العظيمة" مشهدًا مألوفًا على الطرق السريعة في الولايات المتحدة في الخمسينيات والستينيات والسبعينيات.

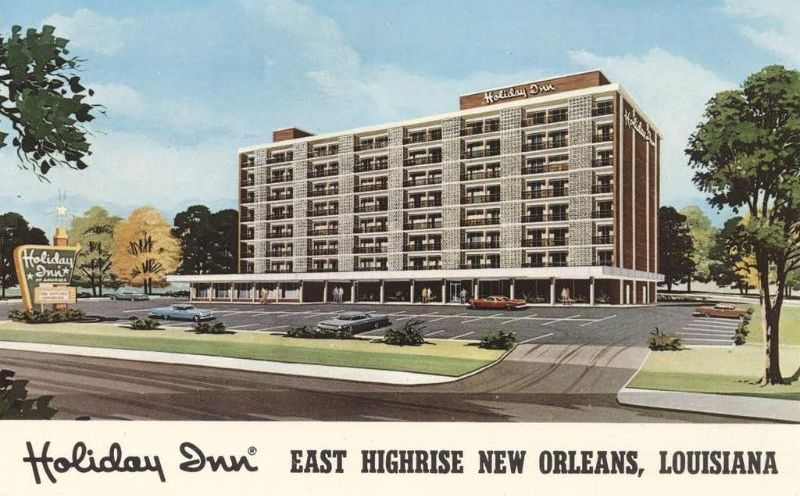
فندق هوليداي إن في نيو أورلينز، تم تصويره على بطاقة بريدية تعود إلى عام 1975 تقريبًا

كانت "اللافتة العظيمة" هي اللافتة الموجودة على جانب الطريق والتي استخدمها فندق هوليداي إن خلال فترة التوسع من الخمسينيات إلى السبعينيات. ربما كان هذا هو الشكل الأكثر نجاحا للإعلان الذي قدمته الشركة. لقد كان كبيرًا للغاية وجذابًا للنظر، لكن بنائه وصيانته كان مكلفًا. كانت الشركة المصنعة للعلامة هي شركة بالتون وأولاده، وقد تم تصميمها في الأصل من قبل الفنانين جين باربر ورولان ألكسندر. أراد ويلسون علامة بارزة تبلغ على ارتفاعها 15 م وتكون مرئية من كلا الاتجاهين. وأراد أيضًا إنشاء خيمة متغيرة للترحيب بالمجموعات المختلفة. بلغت تكلفة اللافتة 13000 دولار. ويقال إن ألوان اللافتة تم اختيارها لأنها كانت الألوان المفضلة لدى والدة ويلسون.
في عام 1982، وبعد خروج ويلسون، قرر مجلس إدارة هوليداي إن إزالة "اللافتة العظيمة" مقابل لافتة أرخص وذات إضاءة خلفية؛ واعتبر ويلسون ذلك "أسوأ خطأ ارتكبوه على الإطلاق". كان يحب "العلامة العظيمة" كثيرًا لدرجة أنه تم نقشها على شاهد قبره، مع لوحة مكتوب عليها "المؤسس" وسهم موجه إلى اسمه.  غالبية العلامات اصبحت مملوكة لمتحف العلامات الأمريكي في سينسيناتي بولاية أوهايو، ومتحف هنري فورد في ديربورن بولاية ميشيغان، وجامع خاص في بارك هيلز بولاية كنتاكي.

### ثمانينيات وتسعينيات القرن العشرين
على الرغم من كونها شركة لا تزال مستقرة، إلا أن الظروف التجارية المتغيرة والتركيبة السكانية أدت إلى خسارة هوليداي إن لهيمنتها على السوق في الثمانينيات. في عام 1985 تمت إعادة تسمية هوليداي إن. إلى "هوليداي إن كواربريشن" لتعكس نمو العلامات التجارية للشركة، بما في ذلك هارا للترفية ، و فنادق ايمبيسي سويتز، وكراون بلازا، وهوموود سويتس وهامبتون إن. في عام 1988، تم شراء هوليداي إن من قبل شركة باس التي يقع مقرها في المملكة المتحدة (التي كانت آنذاك مالكة علامة باس التجارية للبيرة)، وتبعتها فنادق هوليداي إن المحلية المتبقية في عام 1990، عندما باع المؤسس ويلسون حصته، وبعد ذلك أصبحت مجموعة الفنادق تُعرف باسم هوليداي إن العالمية. تم طرح بقية الشركة (بما في ذلك العلامات التجارية فنادق ايمبيسي سويتز و وهوموود سويتس وهامبتون إن) إلى المساهمين باسم شركة فنادق بروموس. في عام 1990، أطلق باس فندق هوليداي إن إكسبريس، وهي علامة تجارية تكميلية في قطاع الخدمة المحدودة.
في عام 1997، أنشأت وأطلقت باس علامة تجارية جديدة للفنادق، أجنحة ستاي بريدج، لدخول سوق الإقامة الطويلة الراقية في أمريكا الشمالية. في مارس 1998، استحوذت شركة باس على العلامة التجارية إنتركونتيننتال للتوسع في سوق الفنادق الفاخرة. في عام 2000، باعت شركة باس وحقوق اسم "Bass" وغيرت اسمها إلى القارات الستة. وفي عام 2003 تأسست مجموعة فنادق إنتركونتيننتال (IHG) بعد انقسام شركة القارات الستة إلى شركتين فرعيتين وهي شركة ميتشل وبتلر للتعامل مع المطاعم، و آي إتش جي للتركيز على المشروبات والفنادق، بما في ذلك علامة هوليداي إن التجارية. 
أصبحت العلامة التجارية هوليداي إن مملوكة الآن لشركة IHG، والتي بدورها ترخص الاسم لأصحاب الامتياز والجهات الخارجية التي تدير الفنادق بموجب اتفاقيات الإدارة.  في عام 1999، تم افتتاح الفندق الذي تغير إلى منتجع نيكلوديون سويتس أورلاندو في عام 2005، والذي أطلق عليه اسم "هوليداي إن".

### التطوير منذ عام 2000
وذكرت صحيفة وول ستريت جورنال في عام 2002 أن الشركة، بقيادة رافي ساليجرام، كانت تنتج نموذجًا أوليًا جديدًا لفندق "الجيل القادم" مكون من 130 غرفة لإعادة بناء العلامة التجارية. وسوف يشمل مطعمًا على طراز البار الصغير وحمام سباحة داخلي. تم بناء أول هذه الفنادق النموذجية، وهو فندق Holiday Inn Gwinnett Center، في دولوث، جورجيا ، في عام 2003.
في عام 2008، قامت شركة Mitchells and Butlers ببيع 21 فندقًا من سلسلة Holiday Inn مقابل 44 حانة مستقلة لشركة Whitbread. في سبتمبر 2008، أعلنت مجموعة IHG عن إنشاء علامة تجارية جديدة للوقت المشترك، Holiday Inn Club Vacations، وهو تحالف استراتيجي مع عائلة Orange Lake Resorts. 
في 24 أكتوبر 2007، أعلنت مجموعة فنادق إنتركونتيننتال عن إعادة إطلاق العلامة التجارية هوليداي إن على مستوى العالم، وهو ما تسبب في مشاكل لبقية الفنادق. "ركزت عملية إعادة الإطلاق على تقديم أفضل الخدمات في فئتها باستمرار ومستويات الجودة المادية، بما في ذلك تجربة ترحيبية مُعاد تصميمها ومنتجات الفراش والحمام المميزة". تم إعادة افتتاح أول فندق هوليداي إن في الولايات المتحدة في ربيع عام 2008. يوجد حاليًا أكثر من 2500 فندقًا من فنادق هوليداي إن التي أعيد إطلاقها حول العالم، وقد اكتملت عملية إعادة إطلاق العلامة التجارية العالمية هوليداي إن بحلول نهاية عام 2010.  بحلول ذلك الوقت، تمت إزالة غالبية فنادق HI من السلسلة، مع بعض الاستثناءات. (في الثمانينيات والتسعينيات من القرن العشرين، تم بناء فنادق هاواي إلى جانب العقارات الفندقية [أي في باتون روج، لويزيانا] من أجل توفير المزيد من وسائل الراحة والغرف الأحدث. ) عندما تم إعادة الإطلاق، تم هدم هذه الفنادق أو إغلاقها، حتى لو كان هناك فندق يقدم خدمة كاملة بالفعل في الموقع. اليوم، لا يزال أقل من 10 فنادق Holiday Inn الأصلية تعمل، وتم استبدال البعض الآخر بمواقع Holiday Inn Express الأحدث أو تحولت إلى سلاسل أخرى.
في أغسطس 2012، احتفلت السلسلة بالذكرى الستين لتأسيسها. 
في عام 2024، أعلنت مجموعة فنادق إنتركونتيننتال عن توسع كبير لعلامتي هوليداي إن وهوليداي إن إكسبريس في ألمانيا كجزء من اتفاقية الامتياز والتعاون مع شركة تشغيل الفنادق الألمانية نوفوم هوسبيتاليتي والتي بدورها ستعيد تسمية غالبية فنادقها التي يزيد عددها حاليًا عن 100 فندق إلى هوليداي إن، بما في ذلك علامة تجارية فرعية تم إنشاؤها حديثًا باسم هوليداي إن - نيو .

## العلامات التجارية

### الخصائص الحالية

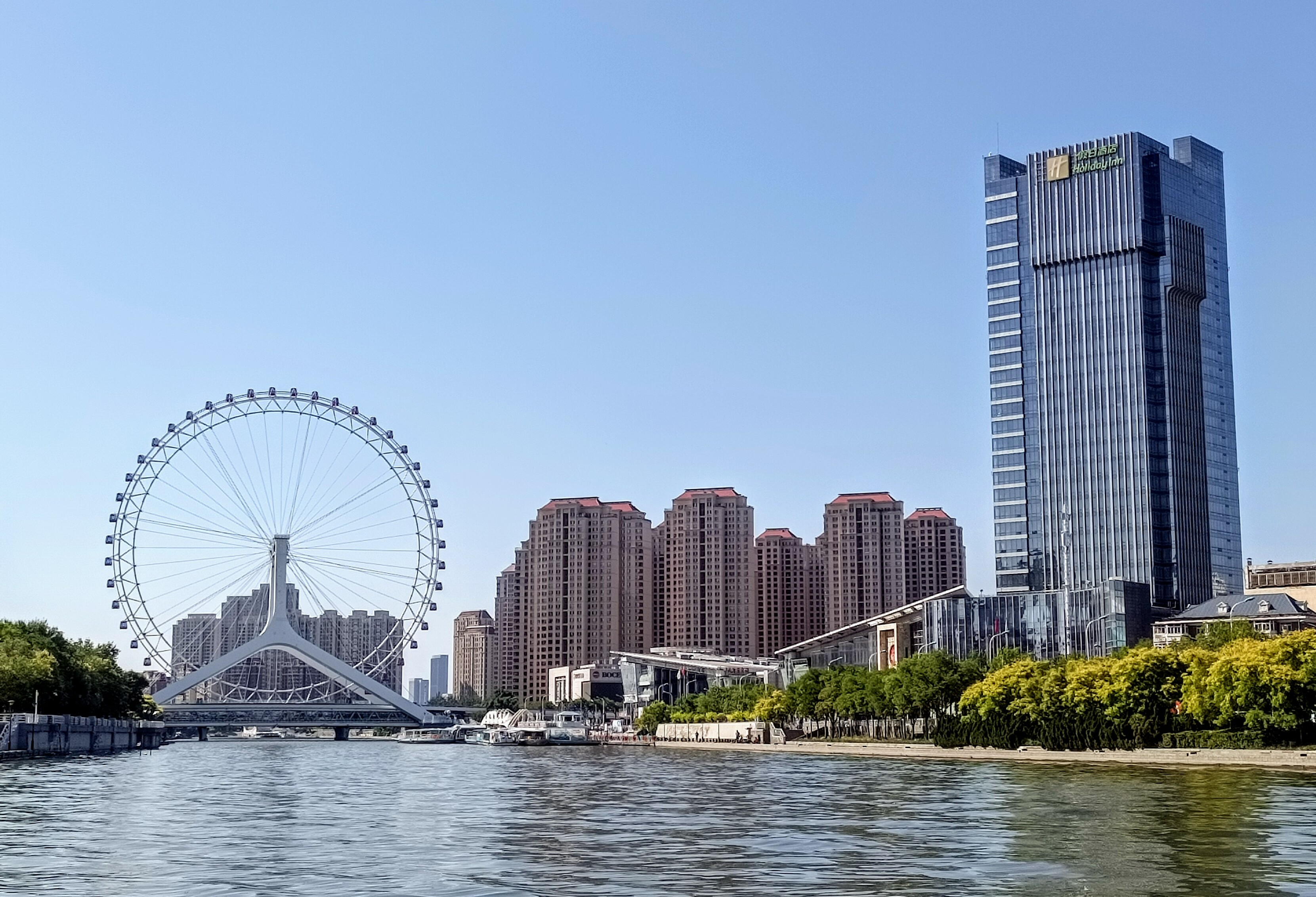
هوليداي إن تيانجين هايهي ريفر

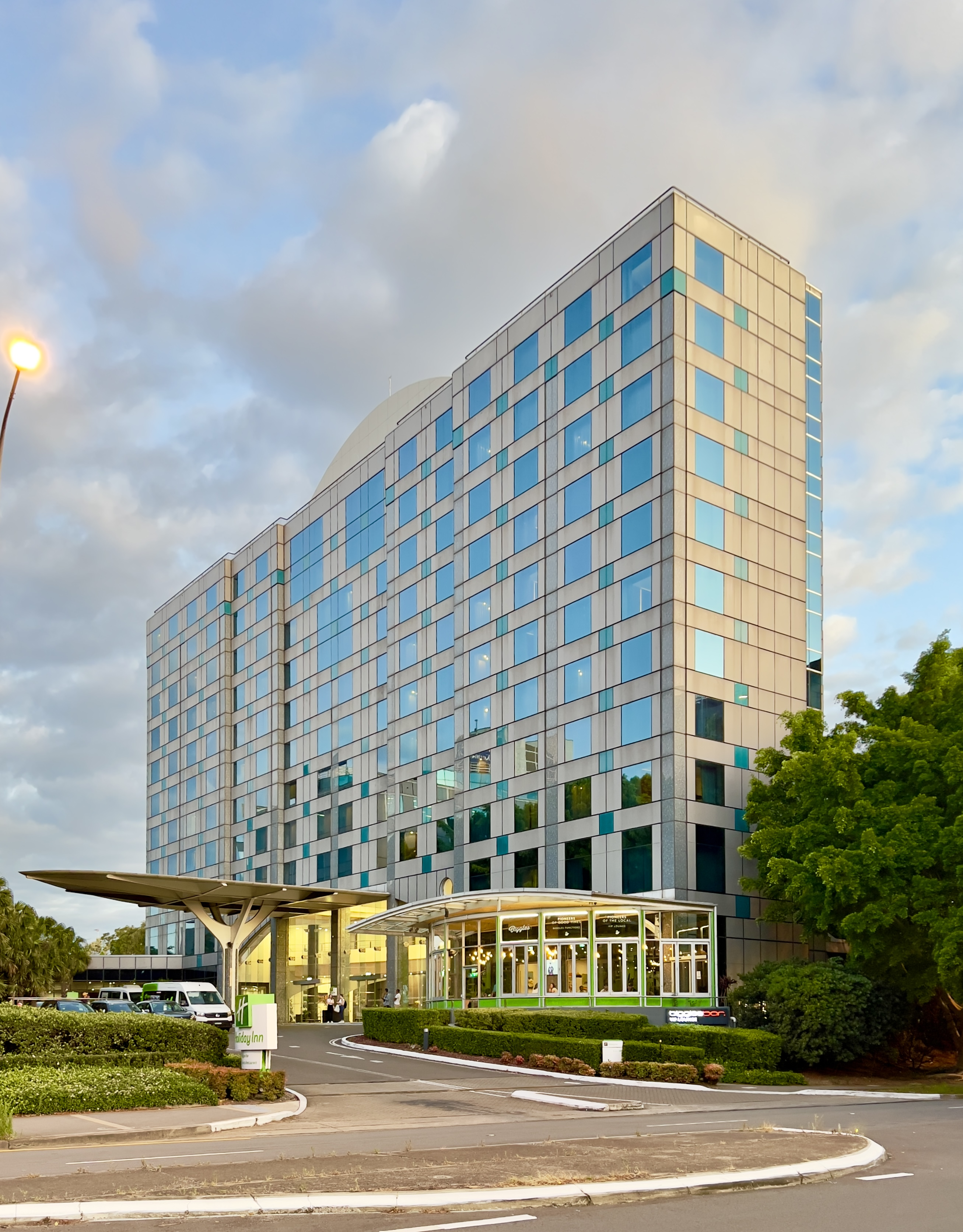
فندق هوليداي إن في سيدني

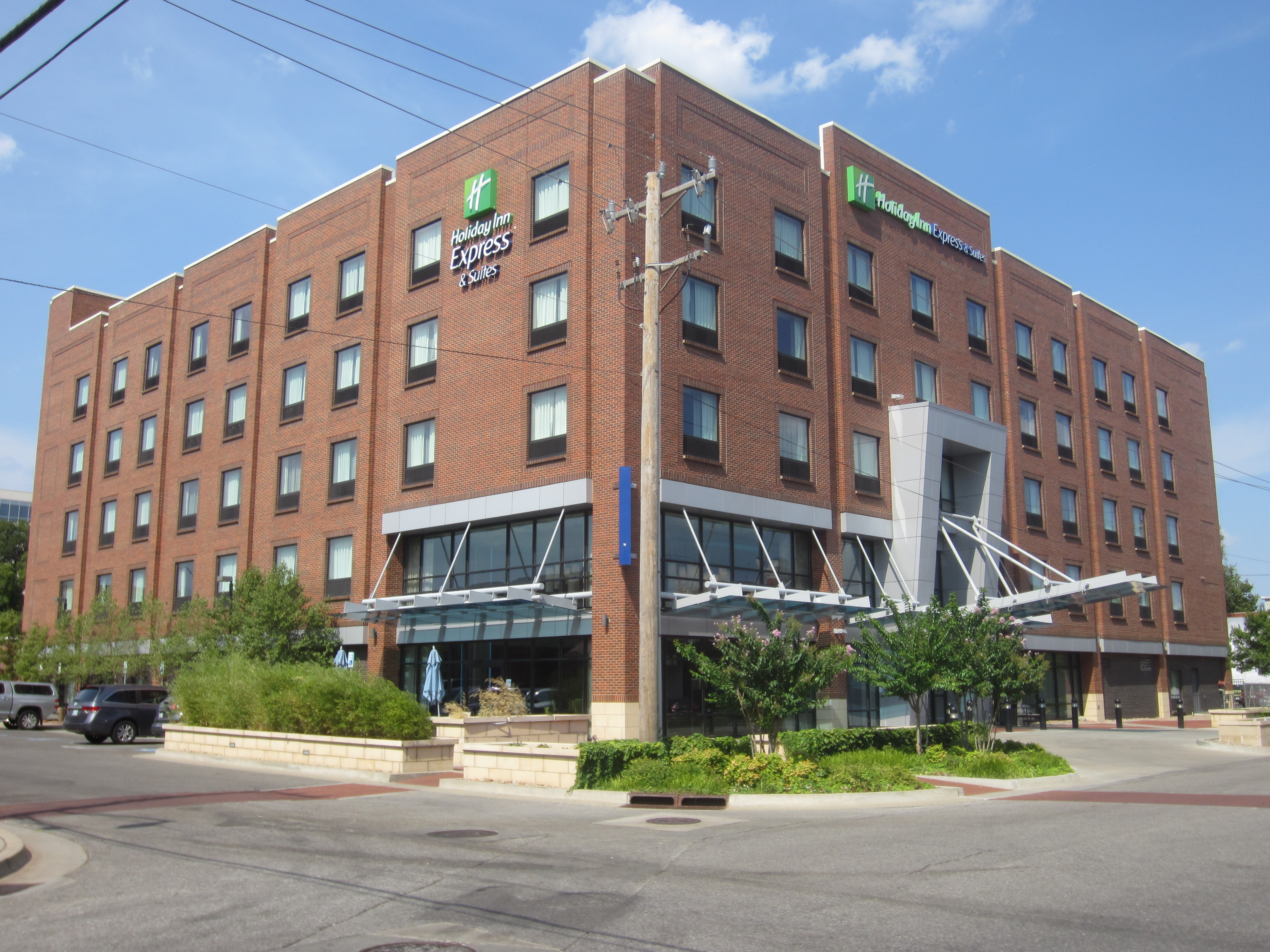
فندق وأجنحة هوليداي إن في مدينة أوكلاهوما

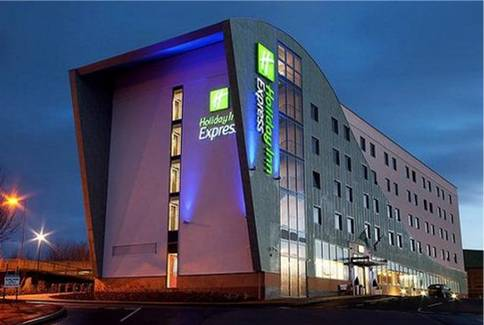
فندق هوليداي إن إكسبريس في تامورث

تدير هوليداي إن حاليًا الفنادق والمنتجعات باستخدام العلامات التجارية التالية:
- فندق هوليداي إن – هذه هي الطبقة الأكثر شهرة من الخدمة. هناك نوعان مميزان: فنادق بلازا شاهقة الارتفاع ذات خدمات كاملة وفنادق منخفضة الارتفاع ذات خدمات كاملة. وشمل الأول أيضًا العديد من المباني الشاهقة ذات البناء الدائري المركزي، والتي يمكن التعرف عليها فورًا منذ سبعينيات القرن العشرين. يوفر كلا الفندقين مطعمًا، وحمامات سباحة في معظم المواقع، وخدمة الغرف، وغرفة لممارسة التمارين الرياضية، وغرفًا عملية ولكن مريحة.
- فندق وأجنحة هوليداي إن – توفر العقارات جميع وسائل الراحة والخدمات التي يقدمها فندق Holiday Inn العادي ولكنها تتكون من غرف مختلطة مع أجنحة.
- منتجع هوليداي إن (كان يُطلق عليه اسم منتجع هوليداي إن صن سبري من عام 1991 إلى عام 2007 [20] [21] ) – وتوفر العقارات أيضًا جميع وسائل الراحة والخدمات التي يقدمها فندق Holiday Inn كامل الخدمات؛ وتعتبر المنتجعات بمثابة علامة تجارية إعلانية أكثر منها علامة تجارية مختلفة تمامًا. تقع معظم منتجعات هوليداي إن في أسواق السياحة الترفيهية العالية.
- فندق هوليداي إن سيليكت – تخدم هذه الفنادق الراقية ذات الخدمة الكاملة مسافري الأعمال، وغالبًا ما تقع بجوار المطارات الدولية . في عام 2006 تم الإعلان عن إيقاف سلسلة فنادق هوليداي إن سيليكت. قد تستمر الفنادق الحالية في العمل تحت علامة هوليداي إن سيليكت حتى انتهاء صلاحية ترخيصها الحالي، ومع ذلك فإن العديد منها يتحول إلى فنادق كراون بلازا أو فنادق هوليداي إن العادية، دون مزيد من التسويق أو الإعلان استنادًا إلى اسم "سيليكت". ظلت عدة فنادق مختارة قائمة حتى عام 2014.
- عطلات نادي هوليداي إن – هذه المنتجعات تستهدف العائلات ومقرها في الولايات المتحدة فقط، وتحتوي في الغالب على فيلات وأجنحة. تعمل العضوية على نحو مماثل لنظام تقاسم الوقت المرن.
- فندق هوليداي إن جاردن كورت – توجد العقارات فقط في أوروبا وجنوب أفريقيا وهي مصممة لتعكس الثقافة الوطنية.
- فندق هوليداي إن إكسبريس – ركزت هذه العقارات في الأصل على الاقتصاد والخدمة المحدودة ، وهي تشبه إلى حد كبير المنافسين مثل Comfort Inn/Comfort Suites وFairfield Inn & Suites by Marriott وHampton by Hilton ، حيث تقدم وجبة إفطار كونتيننتال فقط وغرفة لممارسة التمارين الرياضية. ومع ذلك، تتميز فنادق هوليداي إن إكسبريس الأحدث بمعظم وسائل الراحة من العلامة التجارية هوليداي إن الأعلى مستوى، مثل المطعم والبار وغرف المؤتمرات ومركز اللياقة البدنية مع حمام سباحة. إن الاختلاف الرئيسي هو الموقع، حيث تقع فنادق إكسبريس عادةً في الضواحي وعلى طول الطرق السريعة، في حين تقع فنادق هوليداي إن في المناطق الحضرية (بما في ذلك مراكز المدن) وغالبًا بالقرب من مناطق الجذب السياحي. توفر معظم مواقعهوليداي إن إكسبريس الآن خيار وجبة إفطار ساخنة.

### العقارات السابقة
- كانت Holiday Inn Jr. علامة تجارية لفنادق خلال الستينيات والسبعينيات من القرن العشرين، وتضم 44 إلى 48 غرفة فقط ووسائل راحة محدودة. تم افتتاح أول موقع من هذا النوع في كامدن، أركنساس في عام 1964. [22] كان آخر فندق يعمل تحت اسم Holiday Inn Jr. في هانتينغدون، بنسلفانيا ، والذي ظل قيد التشغيل حتى احترق في عام 1979. [23]
- تم فصل Holiday Inn Crowne Plaza عن Holiday Inn في عام 1994 لتشكيل علامة تجارية مميزة، Crowne Plaza . ومع ذلك، استمرت كتيبات هوليداي إن في إدراج مواقع كراون بلازا إلى جانب فنادق هوليداي إن الأخرى.

## تضارب العلامات التجارية
لعقدين من الزمن، منع فندق يُدعى "هوليداي إن" في شلالات نياجرا، أونتاريو، شركة "هوليداي إن" من تشغيل أحد فنادقها في تلك المدينة لأن الاسم كان مستخدمًا بالفعل. استخدم الفندق شعارًا مشابهًا لشعار "هوليداي إن" القديم من سبعينيات القرن الماضي. أشار دليل شركة "هوليداي إن" إلى الفندق بأنه "ليس جزءًا من نظام "هوليداي إن" الحالي". كان الفندق يمتلك أيضًا نطاق holidayinn.com، مما أجبر الشركة الأكبر بكثير على استخدام holiday-inn.com. في عام 2006، تم التوصل إلى اتفاقية بين مجموعة فنادق إنتركونتيننتال (IHG) ومالكي فنادق شلالات نياجرا، أونتاريو، سمحت بدمج كل من الفندق وموقع Holidayinn.com في نظام "هوليداي إن".
خلال ستينيات وأوائل سبعينيات القرن الماضي، كانت فنادق "هوليداي إن" في ميرتل بيتش، ساوث كارولينا، تُسمى ببساطة "هوليداي" لأن أحد الفنادق المحلية كان يحمل اسم "هوليداي إن". بدأ فندق ميرتل بيتش باسم "أوشن فرونت لودج" عام 1948، ثم غيّر اسمه إلى "هوليداي إن" عام 1949 (قبل ثلاث سنوات من تأسيس السلسلة)، ووضع لافتة عام 1955 تحمل حروفًا مشابهة لتلك الخاصة بالسلسلة التي سجلت لافتتها عام 1954. بدأت السلسلة منح امتيازات لفنادق في المنطقة عام 1956. وضع فندق ميرتل بيتش لافتة تُشبه "اللافتة العظيمة" عام 1968، واستخدم الرمز "®" مع اسمه، مع أن العديد من منتجاته جاءت من موردين افترضوا أنهم يبيعون للسلسلة. بدأ فندق ميرتل بيتش "إجراءات الاستخدام المتزامن في مكتب براءات الاختراع والعلامات التجارية" عام 1970، والتي عُلّقت عندما طُعن في الاسم أمام محكمة مقاطعة الولايات المتحدة لمقاطعة كارولينا الجنوبية (قسم فلورنسا) عام 1973. قالت المحكمة إن فندق ميرتل بيتش يتمتع بحركة إقبال كثيفة، ولم يتأثر سلبًا بفنادق السلسلة في المنطقة. ويعني الأمر القضائي الصادر عام 1973 منح فندق ميرتل بيتش الحق في الاسم ولكن بأسلوب كتابة مختلف. واستؤنفت إجراءات الاستخدام المتزامن لفندق ميرتل بيتش، الذي استمر في العمل باسم "هوليداي إن"، على الرغم من إلزامه باستخدام خط مختلف تمامًا. ومنح حكم صادر عام 1976 فندق ميرتل بيتش الحق في علامة خدمة. ورفض أمر صادر عام 1979 طلبًا لتعديل الأمر القضائي الصادر عام 1973، على الرغم من الاعتقاد بأن الفندق التزم بجميع القيود. وأيّد قرار صادر عام 1981 عن محكمة الاستئناف بالدائرة الرابعة دعوى عام 1979.